# Charlotte Nonnen
Charlotte Nonnen, född 30 september 1813 i London, död 25 februari 1895 i Göteborg, var en svensk akvarellmålare och tecknare.
Hon var dotter till affärsmannen John Nonnen och Anna Mathilda Lorent samt syster till Fanny, Edward, Mary (1808–1903), Emily och Ann Nonnen. Hon fick sin konstnärliga utbildning av sin mor och bedrev dessutom omfattande självstudier. På grund av svag fysik tvingades hon att vistas i hemmet och det medförde att hennes motivkrets blev begränsad. Hon medverkade i Göteborgs konstförenings utställning 1854. Hennes konst består av motiv från Lisebergs landeri och familjebostaden samt några topografiska motiv från Marstrand och Trollhättan. Nonnen finns representerad med blyertsteckningar och akvareller vid Göteborgs historiska museum och Västergötlands museum.